# Денеј ле Мен
Денеј ле Мен (фр. Deneuille-les-Mines) насеље је и општина у централној Француској у региону Оверња, у департману Алије која припада префектури Монлисон.
По подацима из 2011. године у општини је живело 350 становника, а густина насељености је износила 14,07 становника/km². Општина се простире на површини од 24,88 km². Налази се на средњој надморској висини од 260 метара (максималној 390 m, а минималној 244 m).

## Демографија
| 1962. | 1968. | 1975. | 1982. | 1990. | 1999. | 2011. |
| ----- | ----- | ----- | ----- | ----- | ----- | ----- |
| 368   | 423   | 354   | 347   | 338   | 351   | 350   |

График промене броја становника у току последњих година